# سمیه رفیعی
سمیه رفیعی (زاده ۱۳۶۱) فعال و سیاست‌پژوه حوزه‌ محیط زیست و نماینده‌ دوره یازدهم و دوازدهم از حوزه انتخابیه تهران، ری، شمیرانات، اسلامشهر و پردیس در مجلس شورای اسلامی است. وی عضو کمیسیون کشاورزی، آب و منابع طبیعی در دوره‌ یازدهم مجلس شورای اسلامی بوده و ریاست فراکسیون محیط‌زیست را بر عهده داشت. رفیعی همچنین در فراکسیون زنان مجلس نیز عضویت دارد.

## انتخابات مجلس یازدهم
رفیعی در انتخابات یازدهمین انتخابات مجلس شورای اسلامی شرکت کرد و توانست با کسب ۷۴۹ هزار و ۹۷۵ رای، به عنوان نفر بیست و دوم از حوزه انتخابیه تهران، ری، شمیرانات و اسلامشهر از استان تهران انتخاب گردد. وی پس از ورود به مجلس به عضویت کمیسیون کشاورزی، آب و منابع طبیعی درآمد. همچنین ریاست فراکسیون محیط زیست مجلس یازدهم را نیز عهده دار شد.
قانون توقف صید ترال
رفیعی از حامیان اصلی ممنوعیت صید ترال در آب‌های ایران است و از ابتدای حضور خود به عنوان رئیس فراکسیون محیط زیست، پیگیر تصویب مصوباتی در این زمینه بوده است. وی در این زمینه گفته است: "فراکسیون محیط زیست مجلس یازدهم از زمان آغاز به کار خود بررسی صید ترال را به صورت علمی و کارشناسی در دستور کار خود قرار داد تا به جهت آیش دریا صید ترال متوقف شود. ۵۳ هزار صیاد در سواحل جنوبی ایران به صورت مستقیم از صید سنتی ارتزاق می‌کنند؛ اما متأسفانه حدود ۱۰ سال است که پدیده شومی به نام صید ترال با جارو کردن تمامی ماهیان دریای جنوب کشور، صیادان را با مشکلات عدیده‌ای روبرو کرده است به نحوی که حدود ۸۰ درصد صیادان چابهار به واسطه ورود کشتی‌های صید ترال به این آب‌ها بیکار شدند. صید ترال شغل و احساس هویت شغلی صیادان را از بین برده و موجب افزایش چشمگیر معضلات اجتماعی، چون اعتیاد، قاچاق و مشکلات خانوادگی شده است."
با پیگیری رفیعی، در مهرماه ۱۳۹۹ توافقنامه‌ای در کارگروه ساماندهی صید ترال در فراکسیون محیط زیست مجلس با حضور معاونان وزارت جهار کشاورزی و رئیس کارگروه صید و شکار امضا شد و به واسطه آن برای اولین بار صید ترال به مدت دو سال به جهت آیش دریا متوقف گردید.   
معضل آلودگی هوای کلانشهرها
رفیعی همچنین از منتقدان نحوه مدیریت معضل آلودگی هوا در تهران و کلانشهرهاست. وی در مورد شدت گرفتن آلودگی هوای کلانشهرها در دی ماه ۱۳۹۹ گفت: " آلودگی هوای تهران و دیگر کلانشهرها در نتیجه بی مسئولیتی متولیان قانون هوای پاک است؛ در چند روز گذشته شاهد شدت گرفتن آلودگی هوای تهران و دیگر کلانشهرها بودیم؛ دستگاههای که ناظر به اجرای قوانین هوای پاک هستند در اجرای هوای پاک قصور و کوتاهی می‌کنند، حتی در برخی از موارد در مقابل کوتاهی‌های دیگر دستگاههای مسئول چشم پوشی دارند. در چند روز گذشته اعلام شد مازوت متهم اصلی آلودگی هوا است، با تمام این شرایط دستگاههای مربوطه از مصرف آن چشم پوشی نمی‌کنند از طرفی دولت در اجرای انجام وظایف خود در جهت کنترل هوای پاک کوتاهی می‌کند؛ باید اعتراف کنیم مدیریت آلودگی هوا به درستی انجام نمی‌شود."
برخی طرح‌ها و لوایح مورد حمایت وی
- استفساریه تبصره( ۱) ماده( ۱۰۳ ) قانون مدیریت خدمات کشوری
- طرح الحاق یک تبصره به ماده( ۴) قانون سنجش و پذیرش دانشجو در دوره های تحصیلات تکمیلی در دانشگاهها و مراکز آموزش عالی کشور
- تاسیس و نحوه اداره کتابخانه های عمومی کشور
- طرح ادغام سازمان امور اراضی و منابع طبیعی با محیط زیست
- اصلاح موادی از قانون دیوان محاسبات کشور
- طرح اصلاح موادی از قانون بهبود مستمر محیط کسب و کار
- طرح تحول بازار و صنعت خودروی سبک
- اصلاح قانون تشکیل سازمان نظام روانشناسی و مشاوره جمهوری اسلامی
- طرح اصلاح ماده ۱۰۰ قانون شهرداری ها
- طرح اصلاح تبصره ۱ و ۲ قانون تضمین خرید محصولات اساسی کشاورزی مصوب ۱۳۶۸
- جهش تولید دانش بنیان